# Kaira cobimcha
Kaira cobimcha là một loài nhện trong họ Araneidae.
Loài này thuộc chi Kaira. Kaira cobimcha được Herbert Walter Levi miêu tả năm 1993.